# Juin 1840

## Événements
- La Grande-Bretagne envoie un corps expéditionnaire (4000 soldats) qui occupe le sud de la Chine.

- 3 juin : La France publie une nouvelle de Gobineau, Le Mariage d'un prince. Les numéros suivants, 4, 5 et 6 juin, donnent la suite. (Elle a été republiée par René Guise dans la Nouvelle Revue française d'août 1966.)

- 6 juin, France : loi apportant diverses modifications au régime de la pêche fluviale.

- 7 juin : début du règne de Frédéric-Guillaume IV de Prusse (fin en 1861).

- 10 juin, France : une loi ordonne l'érection aux Invalides du tombeau de Napoléon Ier.

- 12 juin : convention mondiale contre l’esclavage réunie à Londres. Après un débat houleux, il est décidé d’en exclure les femmes, qui sont néanmoins autorisées à assister aux réunions, dissimulées derrière un rideau.

- 14 juin : revue houleuse de la garde nationale par le roi au Carrousel à Paris. Aux cris de « Vive le roi ! » se mêlent ceux de « Vive la Réforme ! ».

- 16 juin : Victor Hugo se rend à Saint-Prix (château de la Terrasse) où se trouvent les siens. Il est accompagné de plusieurs amis, dont Gérard de Nerval.

- 18 juin (Royaume-Uni) : un jeune anarchiste de 17 ans tire deux coups de feu sur le carrosse royal, mais sans atteindre ni la reine Victoria, ni le prince consort.

- 20 juin, France : Alexis de Tocqueville dépose un rapport sur la réforme des prisons, concluant à la supériorité de l'emprisonnement solitaire. La discussion n'aura lieu à la Chambre qu'en mai 1844, après un second rapport de Tocqueville déposé le 5 juillet 1843, mais la réforme, non discutée à la Chambre des pairs, n'est pas adoptée.

- 28 juin, France : ordonnance du Roi portant autorisation de la Compagnie du chemin de fer de Paris à Rouen.

- 30 juin, France : Gobineau conteste l'idée naïve de sa sœur sur la supériorité des chrétiens en matière d'art et de littérature. Il lui reproche surtout de juger les écrivains contemporains sans les connaître. Il lui fait lire Les Frères Mosaïstes, de George Sand, dont elle pourra admirer le style.

## Naissances
- 7 juin : Charlotte de Belgique, future impératrice du Mexique.
- 10 juin : Theodor Philipsen, peintre danois.
- 11 juin : Henri de Braekeleer, peintre belge († 20 juillet 1888).
- 24 juin : Emile Duclaux (mort en 1904), physicien, chimiste et biologiste français.

## Décès
- 6 juin : Marcellin Champagnat, fondateur des frères maristes (° 1789).
- 7 juin : Népomucène Lemercier, poète français (° 21 avril 1771).
- 15 juin : Pierre Bigot de Morogues (né en 1776), minéralogiste, homme politique, agronome et essayiste.
- 29 juin : Lucien Bonaparte, académicien français (fauteuil 32) (° 21 mars 1775).